# Astroblepus pirrensis
Astroblepus pirrensis és una espècie de peix de la família dels astroblèpids i de l'ordre dels siluriformes.

## Morfologia
Els mascles poden assolir els 13 cm de llargària total.

## Distribució geogràfica
Es troba a l'Amèrica Central: riu Cana.